# 마빈 소델
마빈 앤서니 소델(영어: Marvin Anthony Sordell, 1991년 2월 17일 ~ )은 잉글랜드의 전 축구 선수로, 현역 시절 포지션은 공격수였다.